# Aefligen
Aefligen là một đô thị ở huyện Burgdorf ở bang Berne ở Thụy Sĩ. Đô thị này có diện tích 2,04 km², dân số năm 2020 là 1103 người.

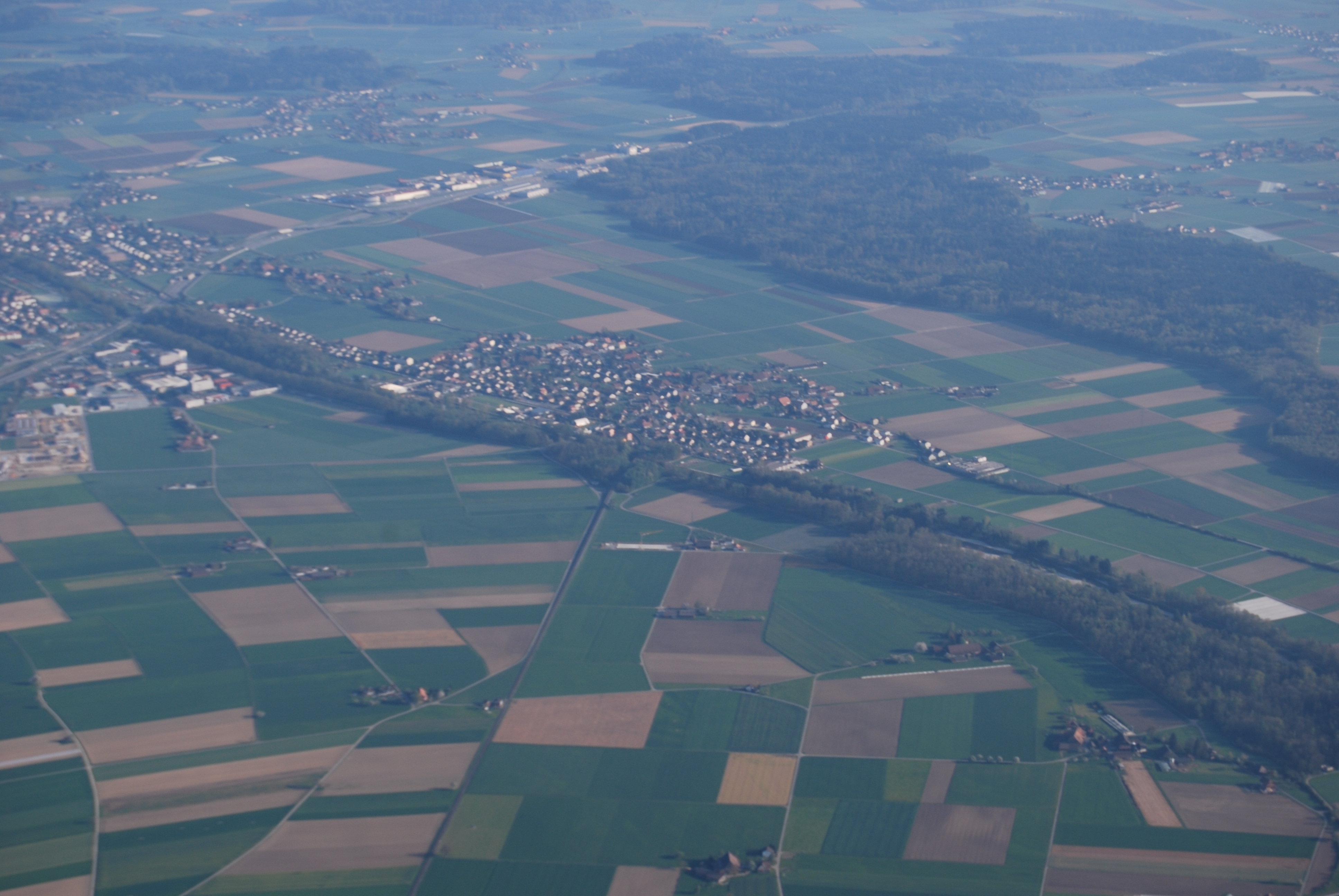
Aefligen